# Bellville (Georgia)
Bellville è una città degli Stati Uniti d'America, situata in Georgia, nella Contea di Evans.